# 200.
200. je prvo desetletje v 3. stoletju med letoma 200 in 209. 